# Jack Metcalf

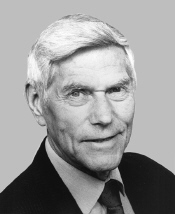
Jack Metcalf

Jack H. Metcalf (* 30. November 1927 in Marysville, Snohomish County, Washington; † 15. März 2007 in Langley, Washington) war ein US-amerikanischer Politiker. Zwischen 1995 und 2001 vertrat er den Bundesstaat Washington im US-Repräsentantenhaus.

## Werdegang
Jack Metcalf besuchte die öffentlichen Schulen seiner Heimat. Zwischen 1946 und 1947 diente er in der US Army. Danach war er in den Jahren 1947 und 1948 im Alaska-Territorium bei der Bundesbehörde Fish and Wildlife Service angestellt. Anschließend arbeitete er, nach einer entsprechenden Ausbildung, 30 Jahre lang als Lehrer. Gleichzeitig begann er als Mitglied der Republikanischen Partei eine politische Laufbahn. In den Jahren 1968 und 1974 bewarb er sich jeweils erfolglos um einen Sitz im Senat der Vereinigten Staaten. Zwischen 1966 und 1974 sowie nochmals von 1980 bis 1992 saß er im Senat von Washington. 1992 kandidierte er noch erfolglos für das US-Repräsentantenhaus.
Bei den Kongresswahlen des Jahres 1994 wurde Metcalf dann aber im zweiten Wahlbezirk seines Staates in das US-Repräsentantenhaus in Washington, D.C. gewählt, wo er am 3. Januar 1995 die Nachfolge von Al Swift von der Demokratischen Partei antrat. Nach zwei Wiederwahlen konnte er bis zum 3. Januar 2001 drei Legislaturperioden im Kongress absolvieren. Im Jahr 2000 verzichtete Metcalf auf eine erneute Kandidatur. Er starb am 15. März 2007 in Langley.